# Zona Antarctică Braziliană
Zona Antarctică Braziliană (portugheză Zona Antártica Brasileira), cunoscută și ca Antarctica Braziliană, este un teritoriu dependent în Antarctida de Sud (Antarctida de la sud de paralela de 80° S). Se învecinează cu Zona Antarctică Neutră, Zona Antarctică Britanică și Zona Antarctică Argentiniană. Zona este o colonie științifică braziliană, fondată în anul 1986.

## Geografie

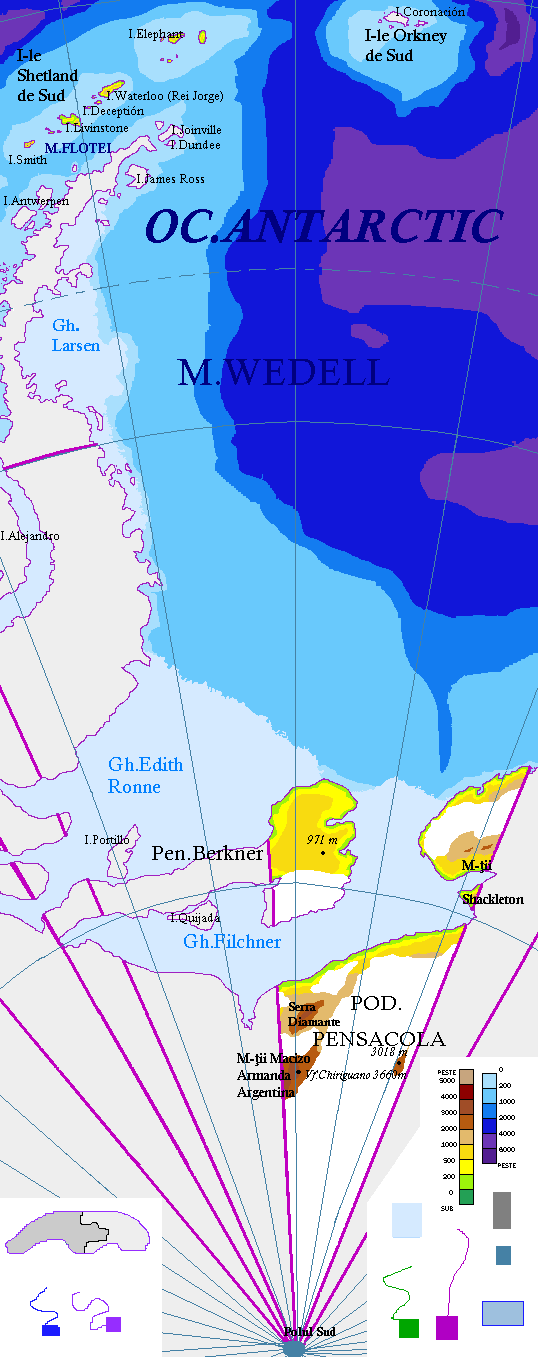
Harta fizică a Zonei Antarctice Braziliene

Zona Antarctică Braziliană se află în Antarctida. Teritoriul ei este cuprins între meridianul de 28° V(în est), cel de meridianul de 53° V (în vest)paralela de 60° S (în nord),iar la sud teritoriul se prelungește până la Polul Sud. Cea mai mare parte a teritoriului zonei se află, însă, la sud de paralela de 77° S.
Centrul ariei principale sau al Mainland-ului este ocupat de Podișul Pensacola, din care se demarcă trei lanțuri muntoase principale: Macizo Armanda Argentina, Shackleton, Serra Diamante. Ultimul dintre acestea culminează la 3660 m, în Vârful Chiriguano. În nordul extrem al Zonei se află insulele Orkney de Sud (disputate cu Marea Britanie), de origine vulcanică, dinte care cea mai importantă este Coronación, precum și insulele Shetland de Sud. De asemenea, Zona Antarctică Braziliană cuprinde și partea estică a Peninsulei Berkner care are un relief stâncos, ce nu depășește 1000 m în altitudine.
Coasta Mainland-ului este mărginită de ghețarii de șelf Edith Roone și Filchner, precum și de Marea Wedell; teritoriul insular al Zonei se află între Marea Antilelor Australe la nord și Marea Wedell la sud. Între insulele Shetland de Sud se află mai multe strâmtori (Livingstone, Rei Jorge (Waterloo) etc).
Zona Antarctică Braziliană are un ecosistem sărac, mai ales în ceea ce privește vegetația (mușchi, licheni, alge, crucea voinicului și cîteva plante cu flori). Fauna este însă ceva mai bogată, cuprinzînd păsări (albatros, furtunar uriaș, furtunar Wilson, furtunar de zăpadă, lup-de-mare, pinguin, cormoran, rîndunica-de-mare), mamifere (foca, elefant-de-mare, morsă, balenă, leopard-de-mare) precum și alte specii (pești, echinoderme, moluște, zooplancton etc).

### Demografie
Zona Antarctică Braziliană este un teritoriu foarte slab populat. Populația ei numără doar 188 locuitori (în 2008) pe o întindere de 341 000 km², rezultînd o densitate a populației de 0.00055 loc/km² - una dintre cele mai mici din lume. Limba oficială a Zonei Antarctice Braziliene este portugheza, iar majoritatea covârșitoare a populației are ca religie creștinismul (mai mult de 98%).
Aproape toată populația este concentrată în Insulele Shetland de Sud. Populația este alcătuită în proporție de 99.4% de albi (brazilieni sau antarctico-brazilieni), restul fiind format de alte etnii. Zona este împărțită în 5 regiuni: Regiunea Polului Sud, Regiunea Berkner, Regiunea Rei Jorge, Regiunea Elephant (Elefante), Regiunea Lívingston e as Ilhas; dintre acestea, primele două sînt aproape în totalitate nepopulate.

## Istorie

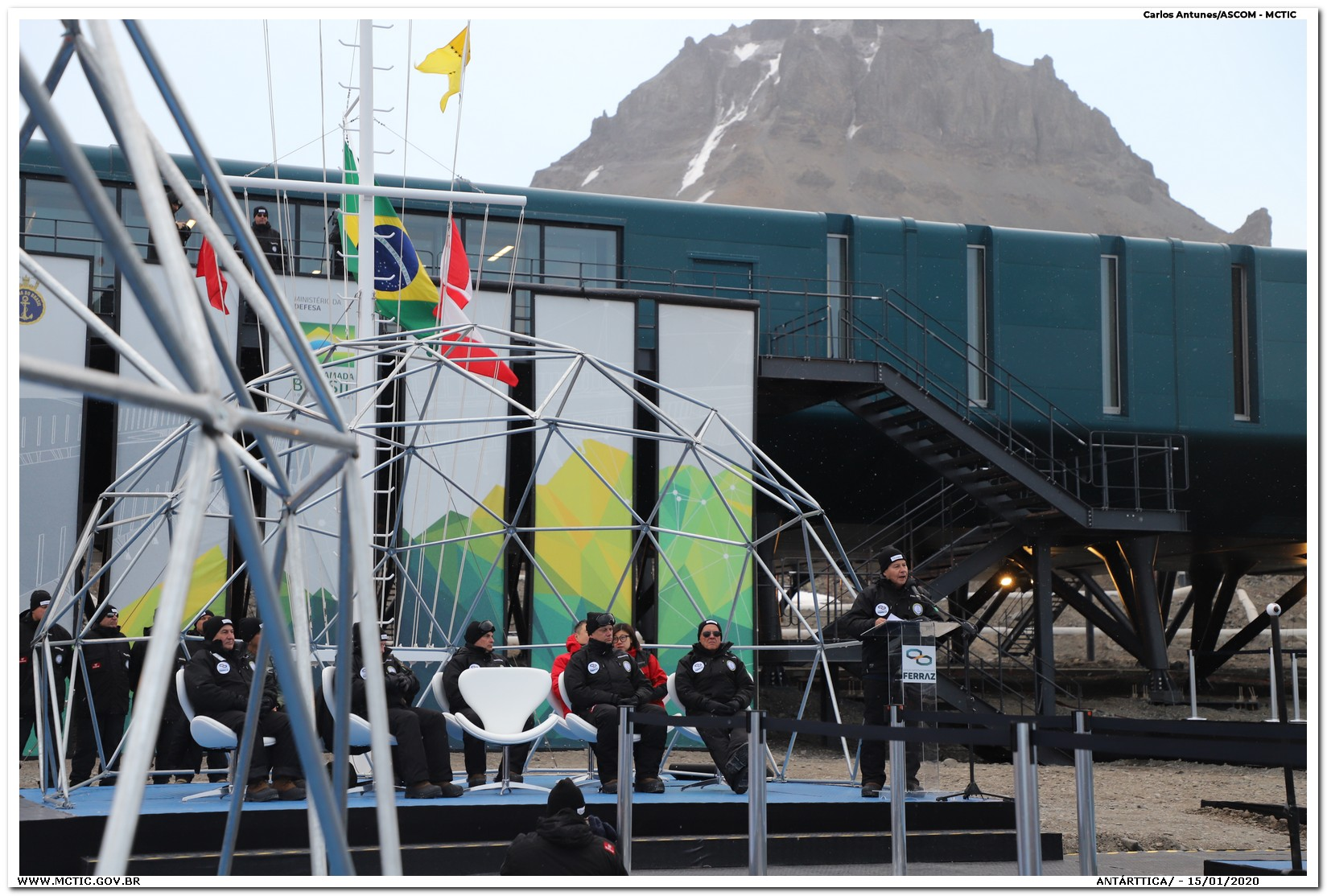
Inaugurarea noilor dotări de la Baza Comandante Ferraz, în 2020.

Președintele Luiz Inácio Lula da Silva a întreprins în timpul mandatului o vizită în teritoriul zonei.În 1982 guvernul Braziliei a lansat prima expediție Antarctică braziliană, și un an mai târziu au fost puse bazei primei lor stații de cercetare (numită Comandante Ferraz, în numele decedatului ofițer naval activ în Antarctida), care a fost activă an de an de atunci pînă în prezent. În cida statutului de nou venit, secretarii geopolitici brazilieni au avut o influență considerabilă asupra politicilor Antarctice ale națiunilor (în special în timpul dictaturii militare sub șirurile de nealegeri ale președintelui din 1964 pînă în 1985), chiar dacă acolo nu este un cap concis despre Zona Antarctică Braziliană similar celuia al Argentinei sau Chile.
În februarie 1991, președintele Fernando Collor de Mello reafirmă interesul Braziliei în regiune,în urma vizitei la baza antarctică braziliană, unde a stat timp de trei zile. El a devenit primul președinte brazilian care pune piciorul nu doar în Zona Antarctică Braziliană, dar și în general pe pământul Antarctidei
În Ianuarie 2008, 13 congresiști membri ai Comitetului Parlamentar al Zonei Antarctice Braziliene au vizitat stațiunea antarctică Braziliană.O altă vizită a congrsiștilor a avut loc în Ianuarie 2009.
La 23 februarie 2008, președintele Luiz Inácio Lula da Silva și o delegație de 23 de persoane, incluzînd și Prima Doamnă Marisa Letícia, au vizitat stațiunea Comandante Ferraz. Guvernul Brazilian definește excursia ca un "gest politic" în sprijinul muncii de care au dat dovadă oamenii de știință brazilieni și personalul militar.

## Împărțirea administrativă
Administrarea Z.A.B. ,diplomația și interesele este împărțită între mai multe organizații guvernamentale. Mai multe universități federale și institute de asemenea participă la programul antarctic de cercetare. Ca și în cazul Argentinei și a Chile, forțele militare(în special cele aeriene și navale) joacă un rol major în programul antarctic brazilian.Administrarea Z.A.B. este concentrată în următoarele organizații:
- Comissão Interministerial para os Recursos do Mar (CIRM)

Agenția națională responsabilă de elaborarea și implimentarea programului antarctic brazilian, Programa Antártico Brasileiro (PROANTAR), și pentru menținerea în toți anii a stațiunii Comandante Ferraz. Comisia se află sub comanda directă a Marinei braziliene.
- Comitetul național brazilian pentru cercetări antarctice(CONAPA)

Membru național al SCAR. Acest comitet este responsabil pentru promovarea și legarea Programului Antarctic Brazilian  cu cercetările antarctice  internationale. Acest comitet se află sub administrația Ministerului Științei și Tehnologiei al Braziliei.
- Comisia națională pentru patrimoniul antarctic(CONANTAR)

Acest comitet este resposabil de politica și interesele Zonei Antarctice Braziliene. El este supus direct Ministerului de Externe al Braziliei și Președinției.
- Comitetul Parlamentar al Z.A.B.

Comitet unic congresional permanent responsabil de supravegherea programului antarctic și de interesele sale, incluzând finanțarea, și operațiunile on-going. Comitetul are 175 membri (54 Senatori și 121 Deputați) și este condus de Președinte.
Pentru a putea administra mai ușor zona aceste organizații au împarțit Zona Antarctică Braziliană în 5 regiuni de facto :
- Regiunea Polului Sud
- Regiunea Berkner
- Regiunea Rei Jorge
- Regiunea Elephant (Elefante)
- Reginea Lívingston e as Ilhas

## Localități (stațiuni de cercetare)
În Z.A.B., Brazilia deține cîteva stațiuni de cercetare,acestea nu au populație permanentă,însă prin diferitele "schimburi" de cercetători ele mereu sînt locuite.
Principalele astfel de stațiuni sînt :
- Comandante Ferraz
- Ponto da Harmonia
- Engeneiro Wiltgen
- Hardy Point Camp

Pe lîngă stațiunile de cercetare braziliene,în Zona Antarctică Braziliană (în special în regiunile Lívingston e as Ilhas și Rei Jorge) mai activează numeroase baze aparținînd altor state ca : Peru, Germania, Uruguay, Argentina, Marea Britanie, Bulgaria, Polonia, Chile, Coreea, China.

## Economie
Zona Antarctică Braziliană are o economie slab dezvoltată, ca urmare a condițiilor naturale și a poziției economico-geografice nefavorabile (inaccesibilitatea teritoriului,distanțe foarte mari față de centrele economico-culturale, etc.).Principalele ramuri ale economiei acestei zone îndepărtate o reprezintă pescuitul (pește,balene,foci) și turismul, acesta din urmă fiind cea mai importantă ramură. Pe lîngă turismul științific, Z.A.B. mai este vizitată de mulți turiști care apreciază peisajele antarctice din regiunea Berkner, coloniile de pinguini din regiunea Elephant sau băile în lacurile cu izvoare fierbinți de pe insula Decepção.
Un alt mare aport la economia Z.A.B. îl au cercetările și descoperirile de la stațiile de cercetare care se fac cu aportul savanților din mai multe țări.